# Donovan Cech
Donovan Cech, född den 2 maj 1974 i Kapstaden i Sydafrika, är en sydafrikansk roddare.
Han tog OS-brons i tvåa utan styrman i samband med de olympiska roddtävlingarna 2004 i Aten.